# BMW Group Forschungs- und Innovationszentrum

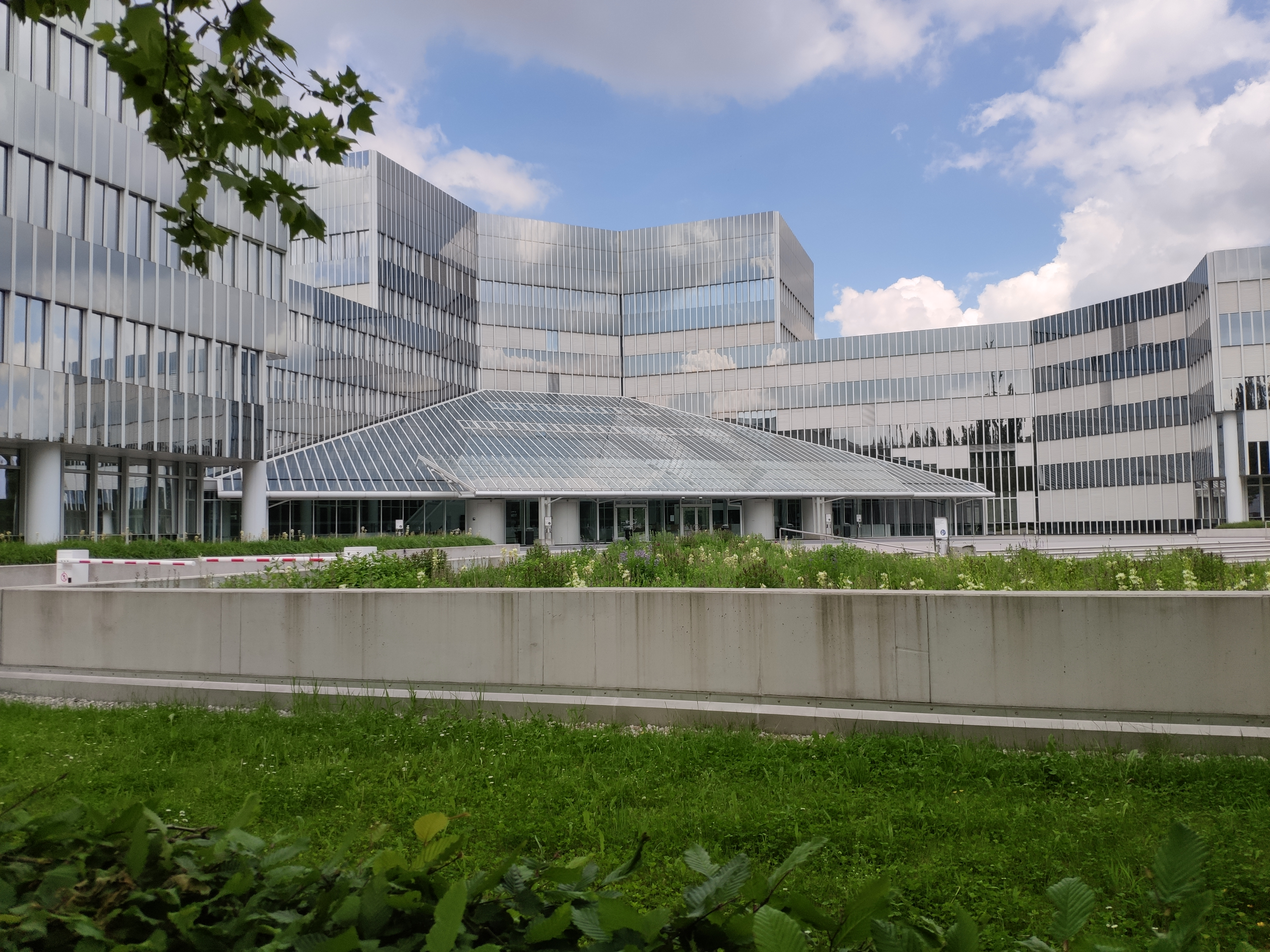
BMW FIZ

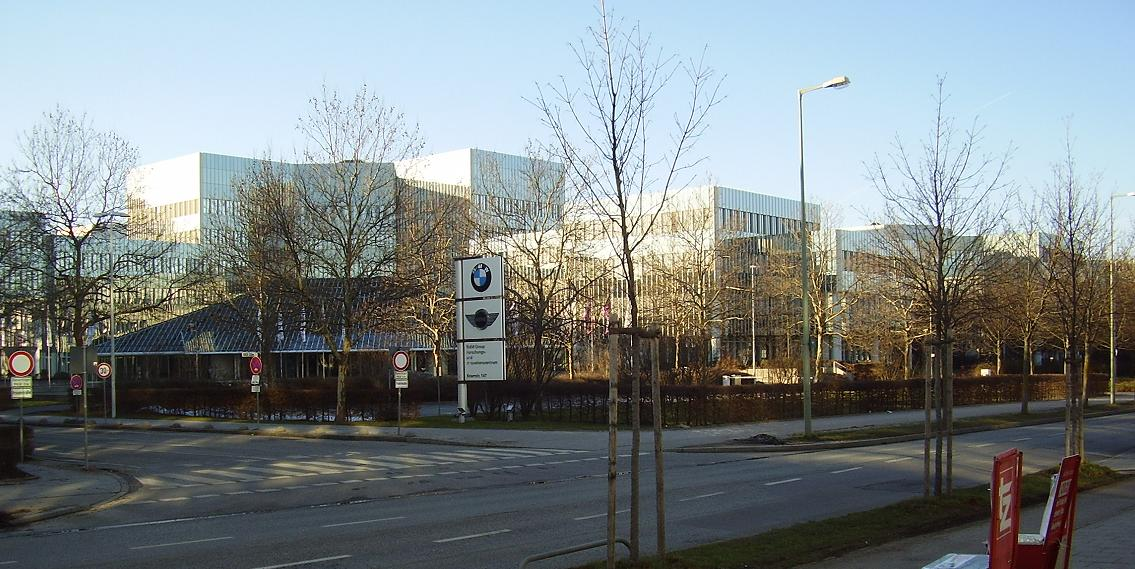
BMW FIZ

Das BMW Group Forschungs- und Innovationszentrum (FIZ) ist eine Forschungseinrichtung der BMW Group an der Knorrstraße 147 im Münchner Stadtbezirk Milbertshofen-Am Hart. Im FIZ arbeiten etwa 20.000 Mitarbeiter auf 500.000 m².

## Geschichte
Das BMW FIZ wurde 1986 als „Forschungs- und Ingenieurszentrum“ auf dem Areal des Alabama-Depots errichtet. Später wurde es in „Forschungs- und Innovationszentrum“ umbenannt.
Seit Oktober 2017 wird das Zentrum unter den Namen „FIZ Future“ auf einer Fläche von 100 Hektar ausgebaut. Bis zum Jahr 2050 sollen bis zu 15.000 neue Arbeitsplätze entstehen, die Büroflächen sollen um 50 bis 80 Prozent anwachsen.
Die BMW Group investiert hierfür 400 Millionen Euro. Forschungsschwerpunkt sollen das Elektroauto und Autonomes Fahren werden.